# 1536年哲學
1536年哲學事件  

## 著作
- 喀爾文 -基督教要义，加爾文主義重要文獻。

## 死亡
- 7月24日 - 伊拉斯謨，荷蘭文藝復興時期的人文主義者、社會評論家和神學家，生於1466。